# تشعيع الأغذية

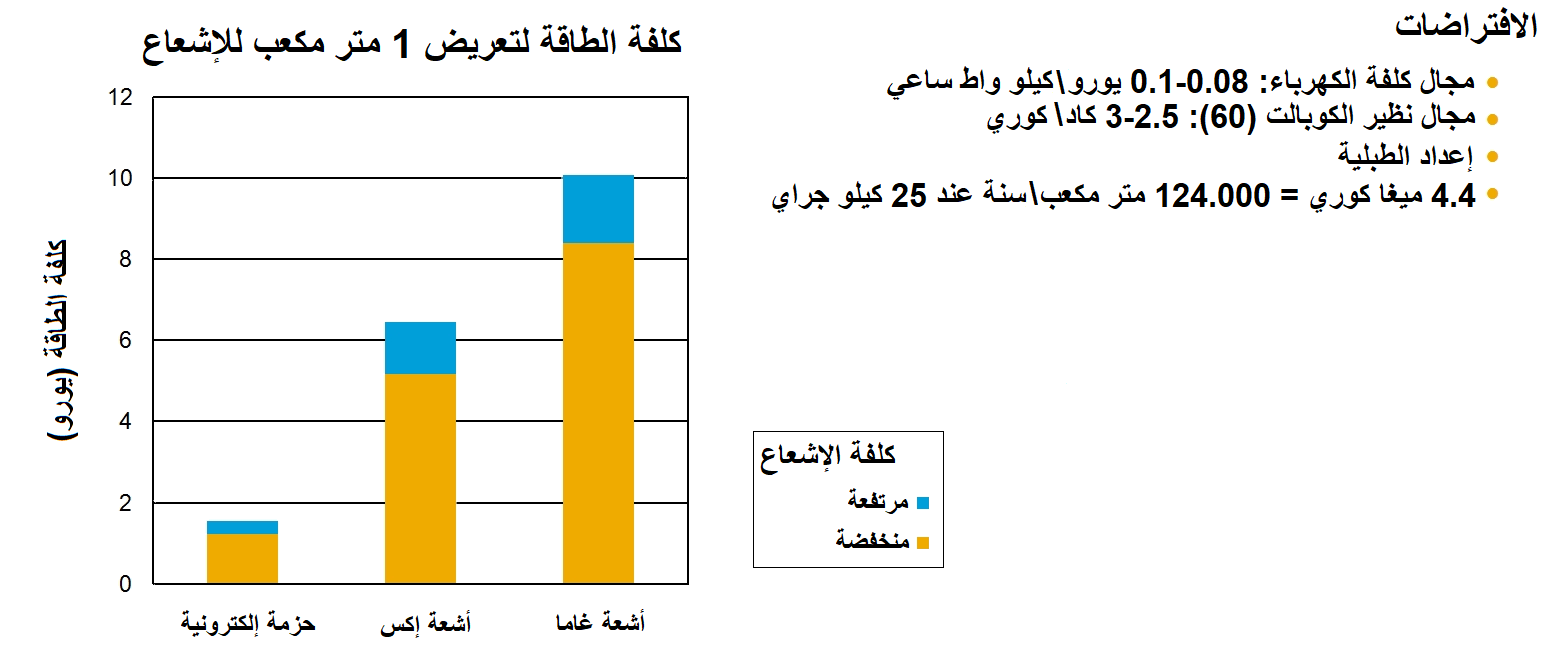
آلية التشعيع وطرائقه

تشعيع الأغذية أو تعريض الأغذية للإشعاع أوالمعالجة المؤينة وتتم بتعريض المنتجات الزراعية والغذائية إلى الأشعة المؤينة عديمة الكتلة، عديمة الأثر، ذات الطاقة العالية في صورة جرعة مقننة مرخص بها ولفترة زمنية معينة داخل وحدة تشعيع محكمة الإغلاق.
طبيعة الأشعة المستخدمة في تقنية التشعيع (المعالجة المؤينة) بهدف حفظ الأغذية لا تتسبب في اكتساب الأغذية المعرضة لها ظاهرة إشعاعية أو استحداث مواد مشعة فيها، كما أن طاقة المنابع المستعملة مثل الكوبالت 60 غير كافية لتكوين نظائر ضمن الغذاء.

## آلية التشعيع وطرائقه
أ ـ الأشعة المؤينة: وهي طاقة كهرمغناطيسية تسبب إنتاج جسيمات مشحونة كهربائياً في المواد التي تصيبها. وقد بينت التجارب الأولى قدرة هذه الأشعة على قتل البكتريا، إلا أن استخدامها في معالجة الغذاء تأخر إلى نهاية القرن العشرين، حيث صممت وطورت آلات توليد الأشعة المؤينة وبكلفة مقبولة.
ب ـ جرعة الأشعة: هي كمية الطاقة الإشعاعية التي يمتصها الجسم المعرض لها. وتعدّ العامل الأهم في تشعيع الغذاء، وتسمى الوحدة الخاصة بالجرعة الممتصة غري Gray ورمزها Gy. وتعرَف بأنها متوسط الطاقة التي تمتصها وحدة كتلة المادة من الأشعة، والغري الواحد يساوي جولاً Joule واحداً لكل كيلوغرام من المادة. أما الوحدة القديمة التي كانت تستعمل في قياس الجرعة فهي الراد rad وهي تساوي 0.01 من الغري. إن مقدار الجرعة التي ينصح بها في الدليل الغذائي الدولي FAO/WHO Codex Alimentarius Commission لتشعيع الغذاء لا تتجاوز 10 كيلوغري. ويعادل مقدار الطاقة الحرارية اللازمة لرفع درجة حرارة 1 كغ من الماء 2.4 درجة مئوية ويتوقع أن يكون التغير الذي تحدثه هذه الطاقة في الغذاء محدوداً، إذ يبقى الغذاء المشعع مأموناً للاستهلاك البشري. ويجب أن يؤخذ في الحسبان تحديد وقت الجرعة الممتصة ونوع المصدر المشع وقوة خروج الأشعة منه ونظامها وسرعة مرور العينات أمامه.
ج ـ آلية التشعيع: يجب معرفة طاقة المنبع وحساب العلاقة الفراغية بين المنبع والهدف ومدة التعريض، وتراوح الجرعة الإشعاعية المستعملة في تصنيع الغذاء بين 50 غري و 10 كيلوغري.
يختلف تصميم منشآت التشعيع وتنظيمها بحسب الغرض من استعمالها ويوجد نموذجان أساسيان هما نظام الدفعة والنظام المستمر. وتركب فيهما منابع الطاقة في حجرة مدرعة shielded room ومصممة لحماية العاملين من الأشعة، وتعمل أدوات التحكم خارج حجرة التشعيع لمراقبة المنشأة وتوجيه عملها. وتكون وحدات التشعيع ثابتة في مواقع محددة أو متنقلة.

## فائدته
يكفل تشعيع الأغذية نفس الفوائد التي تتحقَّق عند تسخين الأغذية أو تبريدها أو تجميدها أو معالجتها بالمواد الكيميائية، ولكن دون تغيير درجة حرارتها أو ترك مخلفات فيها. وتعمل هذه التقنية على مكافحة تلف الأغذية والكائنات الدقيقة المسبِّبة للأمراض أو الآفات الحشرية الموجودة في الأغذية، دون تأثير يُذكر في المذاق أو الرائحة. 

تقدر نسبة الفاقد في الأغذية بسبب الفساد الذي تلحقه بها الميكروبات والإصابة بالحشراتوالآفات بحوالي 25-30% أو أكثر في بعض الأغذية لذلك يلجئ الإنسان إلى معالجتها بالأشعة.

## الهدف من عملية تشعيع الأغذية
- القضاء على الأطوار الحشرية المختلفة في الحبوب المخزونة والتمور والبقوليات والتوابل وغيرها ( مكافحة حشرات التخزين التي تصيب الحبوب و المكسرات والثمار المجففة) .

- خفض الحمولة الميكروبية والقضاء على الميكروبات الممرضة في الأغذية ذات المصدر الحيواني، وتخليص البهارات والنباتات الطبية من حمولتها الميكروبية .